# Радио «Азаттык» (Казахстан)
Радио «Азаттык» (каз. Азаттық радиосы) — казахская служба Радио «Свобода», основанная в 1953 году. Изначально осуществляла радиовещание, в настоящее время ведёт новостные сайты на казахском и русском языках.

## История

### Советский период
Радио «Свобода» было создано 1 марта 1953 года под названием Радио «Освобождение». 18 марта 1953 года была создана Туркестанская редакция, вещавшая на казахском языке, а также на узбекском, киргизском, таджикском, туркменском, каракалпакском и уйгурском языках. Первоначально на казахском языке вещали по 5 минут четыре дня в неделю, передача называлась «Бостандық радиосы» (с каз. — «Радио „Освобождение“»).
В 1960-х годах вещание на казахском языке составляло час в неделю, его осуществляли четверо сотрудников. В 1967—1968 годах единая Туркестанская редакция была разделена на «северный» и «южный» отделы, программа на казахском языке была отнесена к «северному» отделу. Руководителем казахской службы стал Хасен Оралтай.
В 1971 году Туркестанская редация была разделена на три редакции: «Туркестан-1», «Туркестан-2» и «Туркестан-3», на казахском языке вещал «Туркестан-3». Финансирование было передано от ЦРУ к Конгрессу США. В 1975 году время вещания было увеличено до получаса утром и получаса вечером.
Вещание происходило на коротких волнах из Мюнхена, Западная Германия. У Радио «Свобода» не было своих корреспондентов в Казахской ССР. На территории СССР вещание Радио «Свобода» глушилось до 1988 года.

### Независимый период
В 1993 году было открыто бюро Радио «Свободы» в Казахстане, в городе Алматы, под руководством Кияла Сабдалина. Позднее было открыто бюро в столице Казахстана Астане.
В 2008 году был создан новый сайт Радио «Азаттык».
В марте 2022 года в России заблокировали русскоязычную версию Радио «Азаттык».
По данным OONI, с сентября 2022 года сайты Радио «Азаттык» подвергаются троттлингу, то есть замедлению доступа к ним, в сетях большинства исследованных казахстанских провайдеров.

## Награды
- В 2009 году премия Online Journalism Awards[англ.] в номинации «Лучший неанглоязычный веб-сайт»[6].
- В 2015 и 2016 годах второе место премии Award.kz в номинации «Лучший двуязычный сайт»[8][9].